# Laura Philipp
Laura Philipp (23 de abril de 1987) es una deportista alemana que compite en triatlón.
Ganó dos medallas en el Campeonato Mundial de Ironman, en los años 2023 y 2024. Además, obtuvo una medalla en el Campeonato Mundial de Ironman 70.3 de 2017 y tres medallas en el Campeonato Europeo de Ironman 70.3 entre los años 2014 y 2023.
En Xterra triatlón consiguió una medalla de bronce en el Campeonato Mundial de 2017.

## Palmarés internacional
| Campeonato Mundial | Campeonato Mundial     | Campeonato Mundial | Campeonato Mundial |
| Año                | Lugar                  | Medalla            | Prueba             |
| ------------------ | ---------------------- | ------------------ | ------------------ |
| 2023               | Hawái (Estados Unidos) | Medalla de bronce  | Individual         |
| 2024               | Niza (Francia)         | Medalla de oro     | Individual         |

| Campeonato Mundial | Campeonato Mundial           | Campeonato Mundial | Campeonato Mundial |
| Año                | Lugar                        | Medalla            | Prueba             |
| ------------------ | ---------------------------- | ------------------ | ------------------ |
| 2017               | Chattanooga (Estados Unidos) | Medalla de bronce  | Individual         |
| Campeonato Europeo |                              |                    |                    |
| Año                | Lugar                        | Medalla            | Prueba             |
| 2014               | Wiesbaden (Alemania)         | Medalla de bronce  | Individual         |
| 2016               | Wiesbaden (Alemania)         | Medalla de bronce  | Individual         |
| 2023               | Tallin (Estonia)             | Medalla de oro     | Individual         |

| Campeonato Mundial | Campeonato Mundial    | Campeonato Mundial | Campeonato Mundial |
| Año                | Lugar                 | Medalla            | Prueba             |
| ------------------ | --------------------- | ------------------ | ------------------ |
| 2017               | Maui (Estados Unidos) | Medalla de bronce  | Individual         |